# Veliko Vojvodstvo Mecklenburg-Schwerin
Veliko Vojvodstvo Mecklenburg-Schwerin bilo je teritorij u sjevernoj Njemačkoj pod vlašću dinastije Mecklenburg s prebivalištem u Schwerinu. To je bila suverena država članica u Njemačkoj konfederaciji ia kasnije je postala savezna država unutar Sjeverne Njemačke Konfederacije i konačno godine 1871. dio Njemačkog carstva.
Kao i njen prethodnik, Vojvodstvo Mecklenburg-Schwerin, zemlje Schwerina su po uključivanju nestalog Vojvodstva Mecklenburg-Güstrow godine 1701. obuhvaćale veće središnje i zapadne dijelove povijesne regije Mecklenburga. Manji jugoistočni dio bio je u posjedu Vojvodstva Mecklenburg-Strelitz, koji je također vladao nad zemljama bivše kneževine-biskupije Ratzeburgu na krajnjem sjeverozapadu. 
Veliko Vojvodstvo Mecklenburg-Schwerin bilo je omeđeno baltičkom obalom na sjeveru i pruskom pokrajinom Pomorje na sjeveroistoku, gdje je granica sa   Pomeranijom (bivša Švedska Pomeranija) regija protezala duž rijeke Recknitz, Peene i Kummerowerskog jezera. Na jugu je graniči s pruskom pokrajinom Brandenburg (s eksklavom Rossow i Schönberg kod Wittstocka) i na jugozapadu s okrugom Amt Neuhaus u posjedu Kraljevine Hannover, koji je postala pruska pokrajina nakon austro -pruskog rata godine 1866. Isto tako na zapadu, Vojvodstvo Holstein je uklopljeno u pokrajinu Schleswig-Holstein,  nakon čega je Mecklenburg gotovo u potpunosti bio okružen pruskim teritorijima.
Osim glavnog grada Schwerina, Mecklenburg-Strelitz je uključivao i obalne gradove Rostock i Wismar, koji su bili u švedskom posjedu 1803., kao i kopnene gradove Parchim i Güstrow. 